# 마르켈 수사에타
마르켈 라스쿠라인 수사에타(Markel Susaeta Laskurain, 1987년 12월 14일, 기푸스코아 주 ~)는 스페인의 은퇴한 축구 선수로, 윙어로 활약했다.

## 클럽 경력
아틀레틱 빌바오의 유스 시스템 출신으로, 2007년 프리메라리가 FC 바르셀로나전 경기에서 1군 무대에 데뷔하여 데뷔골을 기록하였다. 이후, 팀의 주전으로 활약하면 2011-12시즌에 팀이 유로파리그 준우승을 차지하는데 5골을 넣으며 기여하였다.

## 국가대표팀 경력
2012년 11월 14일, 덴마크와의 친선경기에서 스페인 축구 국가대표팀 데뷔전을 가졌으며, 이 경기에서 팀의 5번째 골이자 자신의 국가대표 데뷔골을 기록하였다.

## 경력 통계
| 클럽              | 시즌        | 리그 | 리그 | 컵   | 컵 | 대륙간컵 | 대륙간컵 | 기타 | 기타 | 전체 | 전체 |
| 클럽              | 시즌        | 출전 | 골   | 출전 | 골 | 출전     | 골       | 출전 | 골   | 출전 | 골   |
| ----------------- | ----------- | ---- | ---- | ---- | -- | -------- | -------- | ---- | ---- | ---- | ---- |
| 바스코니아        | 2005–06     | 36   | 4    | -    | -  | –        | –        | –    | –    | 36   | 4    |
| 아틀레틱 빌바오 B | 2006–07     | 36   | 3    | -    | -  | –        | –        | –    | –    | 36   | 3    |
| 아틀레틱 빌바오 B | 2007–08     | 5    | 0    | -    | -  | –        | –        | –    | –    | 5    | 0    |
| 아틀레틱 빌바오   | 2007–08     | 29   | 4    | 5    | 2  | –        | –        | –    | –    | 34   | 6    |
| 아틀레틱 빌바오   | 2008–09     | 34   | 1    | 6    | 0  | –        | –        | –    | –    | 40   | 1    |
| 아틀레틱 빌바오   | 2009–10     | 35   | 4    | 1    | 0  | 9        | 0        | 1    | 0    | 46   | 4    |
| 아틀레틱 빌바오   | 2010–11     | 28   | 1    | 3    | 0  | –        | –        | –    | –    | 31   | 1    |
| 아틀레틱 빌바오   | 2011–12     | 38   | 6    | 9    | 2  | 16       | 5        | –    | –    | 63   | 13   |
| 아틀레틱 빌바오   | 2012–13     | 22   | 4    | 2    | 0  | 8        | 4        | –    | –    | 32   | 8    |
| 커리어 전체       | 커리어 전체 | 263  | 27   | 26   | 4  | 33       | 9        | 1    | 0    | 324  | 40   |